# Jardim São Bernardo
O Jardim São Bernardo é um bairro pertencente ao distrito do Grajaú na Zona Sul da capital paulista, parte da Subprefeitura da Capela do Socorro. O bairro é conhecido por conter o Conjunto Habitacional Parque Residencial Palmares, abreviado como CHRP, com cerca de 10.000 habitantes, distribuídos em 600 sobrados e 1.344 apartamentos em 42 blocos.

## História e Personalidades
O surgimento do bairro remete ao desenvolvimento da região da Capela do Socorro, com a imigração alemã que expulsou as tribos de índios Tupi para regiões mais extremas do Sul da capital. A onda dos imigrantes alemães remete ao Século XIX. No início do Século XX testemunhou-se o desenvolvimento dos bairros aos arredores da Cidade Dutra. Outro fluxo migratório se refere ao trabalhadores que saíram de várias regiões do Brasil, especialmente do Nordeste, na década dos anos de 1960 e 1970 para procurar melhores condições de vida e emprego na Cidade de São Paulo. Nas décadas de 1980 e 1990 a demografia local sofreu uma explosão com a construção do Conjunto Habitacional Parque Residencial Palmares que impossibilita uma integração maior com o bairro do Jardim Icaraí. O local também abriga um núcleo de favela urbanizada em área de manancial pela qual os moradores lutam até hoje. O  rapper Criolo estudou junto com sua mãe, professora e escritora Maria Vilani, neste bairro na Escola Estadual Professora Esther Garcia na década dos anos de 1990.

### Lazer
A região é carente de alternativas de lazer. Entretanto a população tem se organizado e locais como a Escola Estadual Professor Afrânio de Oliveira e a Igreja de Jardim São Bernardo abrem suas portas aos finais de semana para eventos como festas, esportes e reuniões. Recentemente a Prefeitura de São Paulo inaugurou a Ciclovia da Avenida Senador Teotônio Vilela que atende alguns moradores da região. A Arena Burakão localizada na Rua Dr. Armando Fajardo, 138 recebe campeonatos de futebol de times da região e oferece aulas de futebol.

### Escolas
Escola Estadual Herbert Baldus
Escola Estadual Hilda Ferraz Kfouri
Escola Estadual Professora Esther Garcia
Escola Municipal de Educação Infantil Aurélio Buarque de Holanda Ferreira
Escola Municipal José Adriano Marrey Junior
Escola Estadual Afrânio de Oliveira 

### Organizações da Sociedade Civil
O bairro conta com a Associação do Bairro Jardim São Bernardo e projetos como o Guri.
Transporte:
No bairro há 5 linhas de transporte público, todas operadas pela Transwolff. Também é servido pela Estação Bruno Covas/Mendes–Vila Natal, da Companhia Paulista de Trens Metropolitanos.
>> ATUAIS
- Jardim São Bernardo / Terminal Grajaú (6031-10)
- Jardim São Bernardo / Shopping Interlagos - Circular (6055-10)
- Jardim São Bernardo / Terminal Santo Amaro (6069-10)
- C.H. Palmares / Aeroporto (6110-10)
- Vila Natal / Terminal Grajaú (6056-41) somente no pico da manhã
>> ANTIGAS (desativadas)
Linhas antigas operadas pela São Camilo.
675D - 10 (Jardim São Bernardo / Metrô Vila Mariana). Constantemente mudada o ponto final, inclusive para o bairro Vila Natal. 
6031 - 10 ( Jardim São Bernardo / Terminal Santo Amaro). A linha causava uma verdadeira guerra para os micro ônibus da linha 6055-10 Shopping Interlagos. Pois as  linhas faziam o mesmo caminho até a avenida Rio Bonito,  passando pela Belmira Marim e Cidade Dutra, onde desembarcavam bastantes usuários. Por isso a guerra pra pegar passageiros por parte dos motoristas da 6055-10 que ganhavam por passageiros. 
6082-10 (Jardim São Bernardo - Santo Amaro). Atual 6069-10.

## Logradouros
- Rua João Amos Comenius
- Rua Sinfonia Italiana
- Rua Lenda do Caboclo
- Rua Oberon de Weber
- Rua Doutor Armando Fajardo
- Rua Canção da Terra
- Rua Dom Geovane
- Estrada dos Mendes
- Rua Sinfonia Popular
- Travessa Lorenzo Bartali
- Travessa Maria Teresinha Albuquerque
- Rua Trio Arquiduque
- Rua Vésperas Sicilianas
- Rua Medéia de Cherubini
- Rua Carlos Infantil Marques
- Rua Osvaldo Santiago
- Rua Souza Viterbo
- Rua Eanes de Zurara
- Rua Antônio Simões de Carvalho
- Rua Frei Gaspar de São Bernardim
- Rua Rosaura de Scarlatti
- Rua Ana Reimberg Hemmel
- Rua Telemann
- Rua Marcantonio Cesti
- Rua Professor Eulálio de Arruda Melo
- Rua Giusepe Tartini
- Rua Leonora de Beethoven
- Rua Gruta de Fingal

## Etimologia
Segundo relatos orais de antigos moradores do bairro, o local chama-se Jardim São Bernardo, devido a uma igreja católica construída na antiga vila e que cresceu junto com o bairro.